# Zoran Mirković
Zoran "Bata" Mirković (Belgrado, Yugoslavia, 21 de septiembre de 1971) es un ex-futbolista serbio, se desempeñaba como defensa o lateral derecho y jugó para las selecciones de Yugoslavia y Serbia y Montenegro.

## Clubes
| Club          | País                | Año         | Partidos | Goles |
| FK Rad        | Yugoslavia          | 1990 - 1993 | 62       | 1     |
| FK Partizan   | Yugoslavia          | 1993 - 1996 | 82       | 1     |
| Atalanta BC   | Italia              | 1996 - 1998 | 51       | 0     |
| Juventus FC   | Italia              | 1998 - 2000 | 27       | 0     |
| Fenerbahçe SK | Turquía             | 2000 - 2003 | 71       | 3     |
| FK Partizan   | Serbia y Montenegro | 2004 - 2006 | 46       | 2     |

## Palmarés
FK Partizan
- Superliga de Serbia: 1993-94, 1995-96, 2003-04
- Copa de Yugoslavia: 1994

Juventus FC
- Copa Intertoto: 1999

Fenerbahçe SK
- Superliga de Turquía: 2000-01

- Datos: Q2291258
- Multimedia: Zoran Mirković / Q2291258